# 전사적 자원 관리

일반적인 ERP 모듈 다이어그램

전사적 자원 관리(영어: enterprise resource planning: ERP)는 주요 비즈니스 프로세스의 통합 관리이며, 종종 실시간으로 소프트웨어와 테크놀로지를 통해 이루어진다. ERP는 일반적으로 조직이 다양한 사업 활동에서 데이터를 수집, 저장, 관리 및 해석하는 데 사용할 수 있는 비즈니스 관리 소프트웨어의 한 종류, 즉 통합된 응용 프로그램 스위트를 지칭한다. ERP 시스템은 로컬 기반일 수도 있고 클라우드 기반일 수도 있다. 인터넷 접속이 가능한 모든 위치에서 정보를 쉽게 이용할 수 있어 효율성이 증가함에 따라 클라우드 기반 애플리케이션은 최근 몇 년 동안 성장했다. ERP는 비즈니스 목표를 달성하기 위해 미래에 필요한 모든 자원을 계획하는 것을 포함한다는 점에서 통합된 비즈니스 관리 시스템과 다르다. 여기에는 미래의 필요를 충족시키기 위한 적합한 직원 및 제조 역량 확보 계획이 포함된다.
ERP는 데이터베이스 관리 시스템이 유지 관리하는 공통 데이터베이스를 사용하여 핵심 비즈니스 프로세스에 대한 통합되고 지속적으로 업데이트되는 뷰를 제공한다. ERP 시스템은 현금, 원재료, 생산 능력과 같은 비즈니스 자원과 주문, 구매 주문서, 페이롤과 같은 비즈니스 약속의 상태를 추적한다. 시스템을 구성하는 애플리케이션은 데이터를 제공하는 다양한 부서(제조, 구매, 판매, 회계 등) 간에 데이터를 공유한다. ERP는 모든 비즈니스 기능 간의 정보 흐름을 촉진하고 외부 이해관계자와의 연결을 관리한다.
가트너에 따르면 2021년 전 세계 ERP 시장 규모는 350억 달러로 추정된다. 초기 ERP 시스템은 대기업에 중점을 두었지만, 중소기업에서도 ERP 시스템을 점점 더 많이 사용하고 있다.
ERP 시스템은 다양한 조직의 시스템을 통합하고 오류 없는 거래 및 생산을 촉진하여 조직의 효율성을 향상시킨다. 그러나 ERP 시스템을 개발하는 것은 기존 시스템 개발과는 다르다.
ERP 시스템은 다양한 컴퓨터 하드웨어 및 컴퓨터 망 구성에서 실행되며, 일반적으로 데이터베이스를 정보 저장소로 사용한다.

## 기원
가트너 그룹은 1990년대에 처음으로 ERP라는 두문자어를 사용했다. 이는 자재 소요량 계획 (MRP) 및 이후의 생산 자원 계획 (MRP II) 뿐만 아니라 컴퓨터 통합 생산의 기능도 포함하기 위함이었다. 이러한 용어들을 대체하지 않고, ERP는 제조를 넘어선 애플리케이션 통합의 진화를 반영하는 더 큰 전체를 나타내게 되었다.
모든 ERP 패키지가 제조 핵심에서 개발된 것은 아니다. ERP 공급업체들은 금융 및 회계, 유지보수, 인적자원 구성 요소를 사용하여 패키지를 조립하기 시작했다. 1990년대 중반까지 ERP 시스템은 모든 핵심 기업 기능을 다루었다. 정부 및 비영리 단체도 ERP 시스템을 사용하기 시작했다. "ERP 시스템 선택 방법론"은 전사적 자원 관리 (ERP) 시스템을 선택하는 공식적인 프로세스이다. 기존 방법론에는 Kuiper의 퍼널 방법, Dobrin의 3차원 (3D) 웹 기반 의사 결정 지원 도구, 그리고 Clarkston Potomac 방법론이 포함된다.

## 확장
ERP 시스템은 1990년대에 급격한 성장을 경험했다. 2000년 문제 때문에 많은 기업들이 이 기회를 이용하여 기존 시스템을 ERP로 교체했다.
ERP 시스템은 처음에는 고객과 대중에게 직접적인 영향을 미치지 않는 백 오피스 기능을 자동화하는 데 중점을 두었다. 고객 관계 관리 (CRM)와 같이 고객을 직접 상대하는 프런트 오피스 기능이나 e-비즈니스 시스템 (예: 전자 상거래 및 전자정부) 또는 공급자 관계 관리 (SRM)는 인터넷이 외부 당사자와의 통신을 단순화한 후 나중에 통합되었다.
"ERP II"는 2000년 가트너 출판물의 "ERP는 죽었다 – ERP II 만세"라는 제목의 기사에서 처음 사용되었다. 이는 직원 및 파트너(예: 공급업체 및 고객)에게 ERP 시스템에 대한 실시간 액세스를 제공하는 웹 기반 소프트웨어를 설명한다. ERP II의 역할은 기존 ERP 자원 최적화 및 트랜잭션 처리를 확장한다. 단순한 구매, 판매 등을 관리하는 것을 넘어 ERP II는 관리 대상 자원의 정보를 활용하여 기업이 다른 기업과 협업하도록 돕는다.
ERP II는 1세대 ERP보다 더 유연하다. ERP 시스템의 기능을 조직 내부에만 국한시키지 않고 기업의 벽을 넘어 다른 시스템과 상호작용한다. 엔터프라이즈 애플리케이션 스위트는 이러한 시스템의 다른 이름이다. ERP II 시스템은 일반적으로 다양한 전자 비즈니스 기술을 사용하여 공급망 관리 (SCM), 고객 관계 관리 (CRM) 및 비즈니스 인텔리전스 (BI)와 같은 비즈니스 파트너 조직 간의 협업 이니셔티브를 가능하게 하는 데 사용된다. 많은 기업들이 ERP 회사를 인수하는 대신 ERP 시스템에서 강력한 경영 목표를 추구하고 있다.
개발자들은 이제 모바일 장치를 ERP 시스템과 통합하는 데 더 많은 노력을 기울인다. ERP 공급업체는 기업이 타사 애플리케이션에 의존할 필요가 없도록 ERP를 다른 비즈니스 애플리케이션과 함께 이러한 장치로 확장하고 있다. 예를 들어, 전자 상거래 플랫폼 쇼피파이는 2021년 10월에 마이크로소프트와 오라클의 ERP 도구를 앱에서 사용할 수 있도록 했다.
현대 ERP의 기술적 과제는 통합—하드웨어, 애플리케이션, 네트워킹, 공급망—이다. ERP는 이제 의사 결정, 이해관계자 관계, 표준화, 투명성, 세계화 등 더 많은 기능과 역할을 포괄한다.

## 기능 영역
ERP 시스템은 다음 일반적인 기능 영역을 다룬다. 많은 ERP 시스템에서 이들은 ERP 모듈로 불리고 함께 묶인다:
- 재무회계: 총계정원장, 비유동자산, 전표 작성, 매칭 및 지급을 포함한 매입채무, 매출채권 및 수금, 자산관리계좌, 재무 통합
- 관리회계: 예산 책정, 원가 계산, 원가 관리, 활동 기반 원가 계산, 청구, 송장 발행 (선택 사항)
- 인적자원: 채용, 훈련, 근무 일정 작성, 페이롤, 직원 복리후생, 연금 및 퇴직 계획, 다양성관리, 퇴직, 퇴사
- 제조업: 공학, 자재 명세서, 작업 지시, 일정 계획, 생산 능력, 워크플로 관리, 품질 관리, 제조 공정, 제조 프로젝트, 제조 흐름, 제품 수명 주기 관리
- 주문 처리: 주문부터 현금화까지, 주문 입력, 신용 확인, 가격 결정, 가용 재고, 재고, 배송, 판매 분석 및 보고, 판매 수수료
- 공급망 관리: 공급망 계획, 공급업체 일정 관리, 제품 구성기, 주문부터 현금화까지, 구매, 재고, 클레임 처리, 창고 관리 (입고, 적재, 오더 피킹 및 포장)
- 프로젝트 관리: 프로젝트 계획, 자원 계획, 프로젝트 원가 계산, 업무 분업 구조, 송장, 시간 및 경비, 성과 단위, 활동 관리
- 고객 관계 관리 (CRM): 판매 및 마케팅, 수수료, 서비스, 고객 연락, 콜센터 지원—CRM 시스템은 항상 ERP 시스템의 일부로 간주되지 않고 사업 지원 시스템 (BSS)으로 간주된다.
- 공급자 관계 관리 (SRM): 공급업체, 주문, 지급.
- 데이터 서비스: 고객, 공급업체 또는 직원을 위한 다양한 "셀프 서비스" 인터페이스
- 학교 및 교육 기관 관리.
- 계약 관리: 계약 생성, 모니터링 및 관리, 관리 부담 감소 및 법적 위험 최소화. 이러한 모듈은 종종 계약 템플릿, 전자서명 기능, 계약 마일스톤 자동 알림 및 고급 검색 기능을 제공한다.

### GRP – 정부에서의 ERP 사용
정부 자원 계획(GRP)은 공공 부문의 ERP와 동등하며 정부 기관을 위한 통합 사무 자동화 시스템이다. 소프트웨어 구조, 모듈화, 핵심 알고리즘 및 주요 인터페이스는 다른 ERP와 다르지 않으며, ERP 소프트웨어 공급업체는 시스템을 정부 기관에 맞게 조정한다.
민간 및 공공 조직 모두에서 시스템 구현은 조직의 생산성과 전반적인 비즈니스 성과를 향상시키기 위해 채택되지만, 구현에 대한 비교(민간 대 공공)는 공공 부문 ERP 구현 성공에 영향을 미치는 주요 요인이 문화적이라는 것을 보여준다.

## 모범 사례
대부분의 ERP 시스템에는 모범 사례가 통합되어 있다. 이는 소프트웨어가 각 비즈니스 프로세스를 수행하는 가장 효과적인 방법에 대한 공급업체의 해석을 반영한다는 의미이다. 시스템은 고객이 이러한 관행을 얼마나 편리하게 수정할 수 있는지에 따라 달라진다.
모범 사례를 사용하면 국제회계기준, 사베인스-옥슬리 법, 바젤 II와 같은 요구 사항 준수가 용이해진다. 또한 전자 자금 이체와 같은 사실상의 산업 표준 준수에도 도움이 될 수 있다. 이는 절차가 ERP 소프트웨어 내에 쉽게 코드화될 수 있고, 해당 비즈니스 요구 사항을 공유하는 여러 비즈니스에서 신뢰할 수 있게 복제될 수 있기 때문이다.

## 공장 현장 정보와의 연결성
ERP 시스템은 다양한 방식으로 실시간 데이터 및 트랜잭션 데이터에 연결된다. 이러한 시스템은 일반적으로 프로세스, 장비 및 공급업체 솔루션에 대한 고유한 지식을 가진 시스템 통합 업체에 의해 구성된다.
직접 통합 – ERP 시스템은 제품 제공의 일부로 공장 현장 장비에 대한 연결성(통신)을 가지고 있다. 이는 공급업체가 고객이 운영하는 공장 현장 장비에 대한 특정 지원을 제공해야 함을 의미한다.
데이터베이스 통합 – ERP 시스템은 데이터베이스의 스테이징 테이블을 통해 공장 현장 데이터 소스에 연결된다. 공장 현장 시스템은 필요한 정보를 데이터베이스에 저장한다. ERP 시스템은 테이블의 정보를 읽는다. 스테이징의 이점은 ERP 공급업체가 장비 통합의 복잡성을 마스터할 필요가 없다는 것이다. 연결성은 시스템 통합업체의 책임이 된다.
엔터프라이즈 어플라이언스 트랜잭션 모듈 (EATM) – 이 장치들은 공장 현장 장비와 ERP 시스템이 지원하는 방식을 통해 ERP 시스템과 직접 통신한다. EATM은 스테이징 테이블, 웹 서비스 또는 시스템별 프로그램 인터페이스(API)를 사용할 수 있다. EATM은 상업용 솔루션이라는 이점을 제공한다.
맞춤형 통합 솔루션 – 많은 시스템 통합 업체가 맞춤형 솔루션을 제공한다. 이러한 시스템은 초기 통합 비용이 가장 높고 장기적인 유지 관리 및 안정성 비용이 더 높을 수 있다. 장기 비용은 신중한 시스템 테스트와 철저한 문서화를 통해 최소화할 수 있다. 맞춤형 통합 솔루션은 일반적으로 워크스테이션 또는 서버급 컴퓨터에서 실행된다.

## 구현
ERP의 범위는 일반적으로 직원 작업 프로세스 및 관행에 상당한 변화를 의미한다. 일반적으로 이러한 변화를 구현하는 데 도움이 되는 세 가지 유형의 서비스가 있다: 컨설팅, 맞춤화 및 지원. 구현 시간은 비즈니스 규모, 모듈 수, 맞춤화, 프로세스 변경 범위, 프로젝트에 대한 소유권을 가질 고객의 준비 상태에 따라 달라진다. 모듈형 ERP 시스템은 단계별로 구현할 수 있다. 대기업의 일반적인 프로젝트는 약 14개월이 걸리고 약 150명의 컨설턴트가 필요하다. 소규모 프로젝트는 몇 달이 걸릴 수 있고, 다국적 기업 및 기타 대규모 구현은 몇 년이 걸릴 수 있다. 맞춤화는 구현 시간을 상당히 증가시킬 수 있다.
게다가 정보 처리는 다양한 비즈니스 기능에 영향을 미친다. 예를 들어, 월마트와 같은 일부 대기업은 적시 재고 시스템을 사용한다. 이는 재고 저장 공간을 줄이고 배송 효율성을 높이며, 최신 데이터를 필요로 한다. 2014년 이전에는 월마트가 IBM에서 개발한 Inforem이라는 시스템을 사용하여 재고 보충을 관리했다.

### 프로세스 준비
ERP를 구현하는 것은 일반적으로 기존 비즈니스 프로세스의 변경을 필요로 한다. 구현을 시작하기 전에 필요한 프로세스 변경에 대한 이해가 부족하면 프로젝트 실패의 주요 원인이 된다. 이러한 어려움은 시스템, 비즈니스 프로세스, 인프라, 훈련 또는 동기 부족과 관련될 수 있다.
따라서 조직이 ERP 소프트웨어를 배포하기 전에 프로세스를 철저히 분석하는 것이 중요하다. 분석은 프로세스 현대화 기회를 식별할 수 있다. 또한 현재 프로세스가 ERP 시스템이 제공하는 프로세스와 얼마나 일치하는지 평가할 수 있다. 연구에 따르면 비즈니스 프로세스 불일치 위험은 다음을 통해 감소된다.
- 현재 프로세스를 조직의 전략에 연결하기
- 각 프로세스의 효율성 분석
- 기존 자동화 솔루션 이해[42][43]

ERP 구현은 분산된 조직에서 훨씬 더 어렵다(그리고 정치적으로 민감하다). 왜냐하면 이들은 종종 다른 프로세스, 비즈니스 규칙, 데이터 의미, 권한 계층 및 의사 결정 센터를 가지고 있기 때문이다. 이로 인해 일부 사업부를 다른 사업부보다 먼저 이전해야 하거나, 각 사업부에 필요한 변경 사항을 처리하기 위해 구현을 지연시키거나, 통합을 줄이거나(예: 마스터 데이터 관리를 통한 연결), 특정 요구 사항을 충족하기 위해 시스템을 맞춤화해야 할 수 있다.
잠재적인 단점은 "표준" 프로세스를 채택하면 경쟁 우위를 잃을 수 있다는 것이다. 비록 이런 일이 발생했지만, 한 분야의 손실은 종종 다른 분야의 이득으로 상쇄되어 전반적인 경쟁 우위를 높인다.

### 구성
ERP 시스템 구성은 조직이 시스템이 작동하기를 원하는 방식과 시스템이 기본적으로 작동하도록 설계된 방식 사이의 균형을 맞추는 문제이다. ERP 시스템은 일반적으로 시스템 작동을 효과적으로 수정하는 많은 구성 가능한 설정을 포함한다. 예를 들어, 서비스나우 플랫폼에서는 새로 완료된 위험 평가 후 2주 이내에 비즈니스 소유자의 서명을 요구하는 비즈니스 규칙을 작성할 수 있다. 이 도구는 비즈니스 소유자에게 자동으로 알림 이메일을 보내고, 소유자의 응답 여부에 따라 위험 평가를 프로세스의 다양한 단계로 전환하도록 구성할 수 있다.

### 두 계층 전사적 자원 관리
두 계층 ERP 소프트웨어 및 하드웨어를 통해 기업은 한 번에 두 개의 ERP 시스템을 운영할 수 있다. 하나는 기업 수준, 다른 하나는 사업부 또는 자회사 수준이다. 예를 들어, 제조 회사는 ERP 시스템을 사용하여 독립적인 글로벌 또는 지역 유통, 생산 또는 판매 센터, 서비스 제공업체를 통해 조직 전반을 관리하고 주요 회사의 고객을 지원할 수 있다. 각 독립적인 센터(또는) 자회사는 자체적인 비즈니스 운영 주기, 워크플로 및 비즈니스 프로세스를 가질 수 있다.
세계화의 현실을 고려할 때, 기업들은 전략적 목표를 지원하고 시장 출시 시간을 단축하면서 수익성을 높이고 가치를 제공하기 위해 지역, 사업부, 제품 또는 제조 전략을 최적화하는 방법을 지속적으로 평가한다. 두 계층 ERP를 사용하면 지역 유통, 생산 또는 판매 센터 및 서비스 제공업체는 주요 회사와는 별개로 자체 ERP 시스템을 사용하여 자체 비즈니스 모델로 계속 운영된다. 이러한 소규모 회사의 프로세스와 워크플로가 주요 회사의 프로세스와 워크플로에 묶여 있지 않으므로 여러 위치에서 현지 비즈니스 요구 사항에 응답할 수 있다.
기업의 두 계층 ERP 시스템 채택에 영향을 미치는 요소는 다음과 같다.
- 제조업의 세계화, 신흥 경제국에서의 소싱 경제
- 소규모 기업에 더 적합한 소프트웨어 선택을 기반으로 하는 자회사에서의 더 빠르고 저렴한 ERP 구현 가능성
- 두 ERP 시스템 간에 데이터가 전달되어야 하는 경우 추가적인 노력(종종 기업 응용 프로그램 통합 사용 포함)이 필요하다[50] 두 계층 ERP 전략은 기업이 시장 요구에 대응하고 기업 수준에서 IT 시스템을 정렬하는 데 민첩성을 제공하지만, 조직 전체에서 하나의 ERP 시스템을 사용하는 것에 비해 필연적으로 더 많은 시스템을 초래한다.[51]

### 맞춤화
ERP 시스템은 이론적으로 산업 모범 사례를 기반으로 하며, 제조업체는 조직이 "있는 그대로" 배포하도록 의도한다. ERP 공급업체는 조직이 자체 비즈니스 규칙을 통합할 수 있도록 구성 옵션을 제공하지만, 구성이 완료된 후에도 기능상의 격차는 종종 남아있다.
ERP 고객은 기능 격차를 해소하기 위해 여러 가지 옵션을 가지고 있으며, 각 옵션에는 장단점이 있다. 기술 솔루션에는 제공된 소프트웨어의 일부를 다시 작성하거나, ERP 시스템 내에서 작동하는 자체 개발 모듈을 작성하거나, 외부 시스템과 인터페이스하는 것이 포함된다. 이 세 가지 옵션은 다양한 정도의 시스템 맞춤화를 구성하며, 첫 번째 옵션이 가장 침습적이고 유지 관리 비용이 많이 든다. 또는 비즈니스 관행이나 조직 정책을 변경하여 제공된 ERP 기능 세트에 더 잘 맞추는 비기술적 옵션도 있다. 맞춤화와 구성의 주요 차이점은 다음과 같다.
- 맞춤화는 항상 선택 사항이지만, 소프트웨어는 사용 전에 항상 구성되어야 한다(예: 원가/이익 센터 구조, 조직 트리, 구매 승인 규칙 등 설정).
- 소프트웨어는 다양한 구성을 처리하도록 설계되었으며 허용되는 모든 구성에서 예측 가능하게 동작한다.
- 구성 변경이 시스템 동작 및 성능에 미치는 영향은 예측 가능하며 ERP 공급업체의 책임이다. 맞춤화의 영향은 덜 예측 가능하다. 이는 고객의 책임이며, 테스트 요구 사항을 증가시킨다.
- 구성 변경은 새 소프트웨어 버전으로 업그레이드해도 유지된다. 일부 맞춤화(예: 데이터 화면 표시 전후에 호출되는 사전 정의된 "훅"을 사용하는 코드)는 업그레이드해도 유지되지만 재테스트가 필요하다. 다른 맞춤화(예: 기본 데이터 구조 변경 포함)는 업그레이드 중에 덮어쓰기되므로 다시 구현해야 한다.[55]

맞춤화의 장점은 다음과 같다.
- 사용자 수용도 향상[56]
- 표준 기능만 사용하는 기업에 비해 경쟁 우위를 확보할 수 있는 잠재력.

맞춤화의 단점은 다음과 같다.
- 구현 및 유지 관리에 필요한 시간과 자원 증가[54][57]
- 시스템 간의 차이로 인해 공급업체와 고객 간의 원활한 인터페이스/통합 방해[57]
- 미래에 ERP 소프트웨어를 업그레이드할 수 있는 회사 능력 제한[57]
- 맞춤화에 대한 과도한 의존으로 인해 표준화 소프트웨어 플랫폼으로서의 ERP 원칙 훼손

### 확장
ERP 시스템은 타사 소프트웨어와 연동하여 확장될 수 있으며, 종종 공급업체가 제공하는 인터페이스를 통해 이루어진다. 확장은 다음과 같은 기능을 제공한다.
- 제품 데이터 관리
- 제품 수명 주기 관리
- 고객 관계 관리
- 데이터 마이닝
- 전자입찰

### 데이터 이관
데이터 이관은 기존 시스템에서 ERP 시스템으로 데이터를 이동, 복사 및 재구성하는 프로세스이다. 마이그레이션은 구현 성공에 중요하며 상당한 계획이 필요하다. 불행히도 마이그레이션은 생산 단계 전의 최종 활동 중 하나이므로 종종 충분한 관심을 받지 못한다. 다음 단계는 마이그레이션 계획을 구조화할 수 있다.
- 마이그레이션할 데이터 식별.
- 마이그레이션 시기 결정.
- 주요 데이터 구성 요소에 대한 데이터 마이그레이션 템플릿 생성
- 도구 세트 고정.
- 주요 비즈니스 계정의 마이그레이션 관련 설정 결정.
- 데이터 아카이빙 정책 및 절차 정의.

종종 기존 시스템의 일부 데이터가 새 시스템과 호환되지 않거나 필요하지 않아 데이터 마이그레이션이 불완전하게 이루어진다. 따라서 새 ERP 시스템이 제자리를 잡은 후에도 기존 시스템을 참조할 수 있도록 아카이브 데이터베이스로 유지해야 할 수 있다.

### 장점
ERP의 가장 기본적인 장점은 수많은 비즈니스 프로세스의 통합을 통해 시간과 비용을 절약할 수 있다는 것이다. 경영진은 더 빠르고 오류를 줄여 의사 결정을 내릴 수 있다. 데이터는 조직 전체에 걸쳐 가시화된다. 이러한 통합의 이점을 얻는 작업은 다음과 같다.
- 판매 예측: 이는 재고 최적화를 가능하게 한다.
- 운영의 모든 영역에서 관련 데이터 편집을 통한 모든 거래의 연대순 기록.
- 접수부터 이행까지의 주문 추적
- 송장부터 현금 수령까지의 수익 추적
- 구매 주문서(주문된 내용), 재고 수령(도착한 내용) 및 원가 계산(공급업체가 청구한 내용)의 일치

ERP 시스템은 비즈니스 데이터를 중앙 집중화하며, 이는 다음을 가능하게 한다.
- 여러 시스템 간의 변경 사항을 동기화할 필요성 제거—재무, 마케팅, 판매, 인적자원 및 제조업 애플리케이션의 통합
- 각 통계 데이터 조각에 대한 정당성과 투명성 부여
- 표준 제품 명명/코딩 촉진
- 포괄적인 기업 뷰("정보 섬" 없음) 제공으로, 경영진이 언제 어디서든 적절한 의사 결정을 내릴 수 있도록 실시간 정보 제공
- 여러 보안 시스템을 단일 구조로 통합하여 민감한 데이터 보호[62]

### 이점
- ERP는 변화에 더 잘 적응하는 더욱 민첩한 회사를 만든다. 또한 회사를 더욱 유연하고 덜 경직된 구조로 만들어 조직 구성 요소들이 더욱 응집력 있게 작동하게 하여 비즈니스 — 내부 및 외부 — 를 향상시킨다.[63]
- ERP는 폐쇄된 환경에서 데이터 보안을 향상시킬 수 있다. ERP 시스템이 제공하는 것과 같은 공통 제어 시스템은 조직이 핵심 회사 데이터가 손상되지 않도록 더 쉽게 보장할 수 있게 한다. 그러나 이는 더 개방적인 환경에서는 달라지며, ERP 보안 기능 및 보안에 관한 내부 회사 정책에 대한 추가적인 조사가 필요하다.[64]
- ERP는 협업 기회를 증가시킨다. 현대 기업에서 데이터는 문서, 파일, 양식, 오디오 및 비디오, 전자우편을 포함하여 다양한 형태로 존재한다. 종종 각 데이터 매체에는 고유한 협업 메커니즘이 있다. ERP는 직원들이 분산된 시스템에서 다양한 형식으로 통신하는 학습 곡선을 익히는 대신 콘텐츠 협업에 더 많은 시간을 할애할 수 있도록 협업 플랫폼을 제공한다.[59]
- ERP는 의사 결정 능력을 향상시킨다. 다양한 부서 및 기능의 데이터를 단일하고 통합된 플랫폼으로 통합함으로써 ERP 시스템은 의사 결정자에게 실시간 통찰력과 포괄적인 분석을 제공한다. 이는 조직 전체에 걸쳐 더 정보에 입각하고 데이터 기반의 의사 결정 프로세스를 가능하게 하여 전략 계획, 자원 할당 및 전반적인 비즈니스 성과를 향상시킨다. 또한 ERP 시스템은 더 나은 예측 및 추세 분석을 촉진하여 기업이 시장 변화를 예측하고 기회를 식별하며 위험을 더 효과적으로 완화하는 데 도움을 준다.[65]

### 단점
- 맞춤화는 문제가 될 수 있다. 최적의 솔루션 접근 방식과 비교할 때 ERP는 조직의 가장 기본적인 요구 사항을 충족하는 것으로 볼 수 있으며, 조직이 고유한 요구 사항을 충족하기 위해 해결 방법을 찾아야 한다.[66]
- 비즈니스 프로세스 재설계가 ERP 시스템에 맞춰지면 경쟁력을 해치거나 다른 중요한 활동에서 초점을 벗어나게 할 수 있다.
- ERP는 통합성이 떨어지거나 포괄적이지 않은 솔루션보다 비용이 더 많이 들 수 있다.
- 높은 ERP 전환 비용은 ERP 공급업체의 협상력을 증가시켜 지원, 유지 보수 및 업그레이드 비용을 증가시킬 수 있다.
- 부서 간 민감한 정보 공유에 대한 저항을 극복하는 것은 경영진의 주의를 분산시킬 수 있다.
- 진정으로 독립적인 사업체를 통합하는 것은 불필요한 의존성을 만들 수 있다.
- 광범위한 훈련 요구 사항은 일상 업무에서 자원을 가져간다.
- ERP 시스템의 조화는 엄청난 작업(특히 대기업의 경우)이 될 수 있으며 많은 시간, 계획 및 돈이 필요하다.[67]

### 채택률
2011년에 발표된 225개 제조업체, 소매업체 및 유통업체를 대상으로 한 설문조사 기반 연구에 따르면 ERP 시스템에 대한 높은 관심과 채택률이 나타났으며, ERP 시스템 개념에 "완전히 영향을 받지 않은" 기업은 거의 없었다. 조사 대상 기업의 27%는 완전히 작동하는 시스템을 보유하고 있었고, 12%는 당시 시스템을 도입 중이었으며, 26%는 기존 ERP 시스템을 확장하거나 업그레이드 중이었다.

## 포스트모던 ERP
"포스트모던 ERP"라는 용어는 2013년 가트너에 의해 처음 사용되었고, 같은 해 "Predicts 2014" 시리즈 논문에 처음 등장했다. 가트너의 포스트모던 ERP 전략 정의에 따르면, 모든 부분이 서로 강하게 의존하는 레거시, 모놀리식 및 고도로 맞춤화된 ERP 스위트는 조만간 필요할 때 쉽게 교환할 수 있는 느슨하게 결합된 클라우드 기반 및 온프레미스 애플리케이션의 조합으로 대체되어야 한다.
기본 아이디어는 가장 중요한 비즈니스 기능을 포괄하는 핵심 ERP 솔루션이 여전히 있어야 하며, 다른 기능은 핵심 ERP를 단순히 확장하는 전문 소프트웨어 솔루션으로 다루어져야 한다는 것이다. 이 개념은 "최적의 솔루션" 접근 방식과 유사하지만, 혼동해서는 안 된다. 두 경우 모두 전체를 구성하는 애플리케이션은 비교적 느슨하게 연결되어 있고 상당히 쉽게 교체할 수 있지만, 후자의 경우에는 ERP 솔루션이 전혀 없다. 대신, 모든 비즈니스 기능은 별도의 소프트웨어 솔루션으로 다루어진다.
그러나 핵심 ERP의 일부가 되어야 하는 비즈니스 기능과 보완 솔루션으로 다루어져야 하는 비즈니스 기능에 대한 황금률은 없다. 가트너에 따르면 모든 기업은 기업의 내부 및 외부 요구 사항, 운영 및 프로세스를 기반으로 자체 포스트모던 ERP 전략을 정의해야 한다. 예를 들어, 한 회사는 핵심 ERP 솔루션이 방화벽 뒤에 남아 있어야 하는 비즈니스 프로세스를 다루어야 한다고 정의하고, 따라서 핵심 ERP를 온프레미스로 유지하기로 선택할 수 있다. 동시에 다른 회사는 핵심 ERP 솔루션을 클라우드에서 호스팅하고 몇 가지 ERP 모듈만 보완 솔루션으로 온프레미스로 이동하기로 결정할 수 있다.
기업이 포스트모던 ERP 전략을 구현함으로써 얻을 수 있는 주요 이점은 비즈니스 프로세스 또는 조직 수준의 예상치 못한 변화에 대응할 때의 속도와 유연성이다. 대부분의 애플리케이션이 상대적으로 느슨한 연결을 가지고 있기 때문에 필요할 때마다 쉽게 교체하거나 업그레이드할 수 있다. 또한 위에서 언급된 예시들을 따르면 기업은 ERP 요구 사항에 가장 적합한 클라우드 기반 및 온프레미스 솔루션을 선택하고 결합할 수 있다. 포스트모던 ERP의 단점은 기업이 관리해야 할 소프트웨어 공급업체의 수가 증가할 가능성이 높고, 중앙 IT에 추가적인 통합 과제를 야기한다는 점이다.

## 같이 보기
- 경영 정보 시스템
- 고객 관계 관리
- 공급 사슬